# 劇中劇
劇中劇（げきちゅうげき）は、劇の中に挿入された劇。物語や小説では作中作（さくちゅうさく）と称する。劇の中でさらに別の劇が展開する「入れ子構造」によって、ある種の演出効果を生むためによく使われる技法。

## 劇中劇の構造
劇中劇の作例としては、ウィリアム・シェイクスピアの作品のうち『真夏の夜の夢』『恋の骨折り損』『ハムレット』など、また写実演劇が確立される端緒となったアントン・チェーホフの『かもめ』などが挙げられる。例えば『真夏の夜の夢』では6人の職工が公爵の結婚式の余興で『若きピラマスとその恋人シスビーの冗漫にして簡潔な一場、悲劇的滑稽劇』なる芝居を練習して演じている。また『かもめ』においては新しい形式の芸術を志向する作家志望の青年による野心作としてデカダン風の劇中劇が演じられ、その上演が不様に失敗する様子が描き出されている。
作中作になると、作例は古くまで遡る。インドの古代叙事詩『マハーバーラタ』『ラーマヤナ』では登場人物たちがまったく別の物語を語るエピソードが頻出し、物語のはっきりとした入れ子構造が現れている。また『千夜一夜物語(アラビアンナイト)』もシェヘラザード姫が『シンドバッドの冒険』や『アリババと40人の盗賊』などの物語を語る作中作の典型である。チョーサーの『カンタベリー物語』では巡礼宿に同宿した人間たちが順番に物語を語る、という体裁をとっており物語の入れ子構造が見られる。こうした構造で外側の物語を「枠物語」と呼ぶことがある。
ドストエフスキーの『カラマーゾフの兄弟』における「大審問官」なども作中作の例として挙げられる。ロシアを舞台とするこの物語の中で、登場人物の一人が「キリストとスペインの異端審問官が対決する話」を語っている。しかし、作中作は定義次第で範囲が大きく変化する。あるフィクションの中で、登場人物が起承転結のある噂話をしたという程度でも作中作と認めると、広範な範囲の文芸作品が該当してしまう。
従って、上記の「入れ子構造」がはっきりしたものを作中作とするのが無難であると考えられる。すなわち、演劇の中の演劇、テレビ番組の中のテレビ番組、映画の中の映画、小説の中の小説など、枠物語と作中作のジャンル形式が一致しているものに限るのである。こうした入れ子構造は、読者が持っている物語への距離感にゆさぶりをかけて、フィクションをフィクションとして意識させるための技法と考えられている。
映画やミュージカルでは「裏舞台もの」という分野があり、ミュージシャンや俳優などの舞台裏が描かれるのだが、俳優や監督が主要人物の場合はほぼ必然的に劇中劇が出てくることになる。こうした例としてはミュージカルの『雨に唄えば』『コーラスライン』やミュージカル・コメディの『プロデューサーズ』（メル・ブルックス）、フランソワ・トリュフォー監督の映画『アメリカの夜』などがあげられる。
また、物語の終わらせ方の技法として、「それまでの出来事が実は登場人物らにより演じられていた演劇であることが物語の終盤になってから判明する」というものがある。劇オチ（演劇オチ、劇中劇オチ）と呼ばれ、これも劇中劇形式と考えられる（類似する技法に夢オチがある）。例としてはラストで本編丸ごとが作中世界における宣伝映画だと判明する映画『スターシップ・トゥルーパーズ』など。
物語の「入れ子構造」が多層化されることもある。3層なら劇中劇中劇／作中作中作であるが、もっと深い構造になる場合もある。『千夜一夜物語』はシェヘラザード姫が自分を殺そうとしているシャーリアール王に様々な物語を語って聞かせる枠物語であるが、シェヘラザード姫の物語の中の登場人物も命乞いに物語を語り始め、その中の物語の登場人物も命乞いに物語を語り始めるといった具合に作中作が多い箇所で7層ほどに多層化されている。また、井上ひさし『珍訳聖書』では劇オチを連鎖させて5層ほどに劇中劇を多層化している。
作中で登場した架空の作品を実際に作ってしまうこともある。フィリップ・ホセ・ファーマーは、カート・ヴォネガットが複数の自作に登場させた架空の作家キルゴア・トラウトが執筆したとされる『貝殻の上のヴィーナス』を実際に創作して出版している。有川浩は、自作『図書館戦争』シリーズ内に登場させた架空の小説『レインツリーの国』を、その後実際に執筆している。

## 劇中劇の例
各ジャンルで1～2作に限定した。いずれも劇中で内容が詳細に描かれているものだけであり、タイトルや概要が触れられている程度のものは劇中劇とみなしていない。※が付いている項目はなんらかの形で派生したもの、あるいはすることが予定されているもの。

### セリフ劇の中のセリフ劇
- 『ハムレット』ウィリアム・シェイクスピア作
  - 「王を殺してその后と結婚する悪人を描いた劇」－［ハムレットが父親殺し犯の確証を得る重要な場面］
- 『かもめ』アントン・チェーホフ作
  - 「全ての生命が消え失せた20万年後の様子を象徴的に描いた前衛的な劇」－［作家志望の青年コスチャが大女優である母親やその愛人の流行作家を前に新しい形式の芸術をアピールする場面]

### オペラの中のオペラ
- 『道化師』ルッジェーロ・レオンカヴァッロ作。旅芝居一座の人間模様を描いた作品。
  - 「コロンビーナが亭主のパリアッチョを騙して愛人と駆け落ちするという仮面劇」－［パリアッチョに扮する老座長は、コロンビーナ役の妻が実際に浮気していたことに気づき、動揺したまま芝居を続けるうちに実体験と仮面劇（＝劇と劇中劇）の区別がつかなくなっていく。］

### ミュージカルの中のミュージカル
- 『プロデューサーズ』メル・ブルックス作・主演
  - 『春の日のヒットラー』－［主人公が詐欺の道具に使うC級ミュージカル］

### 物語の中の物語（小説の中の小説）
- 『千夜一夜物語』
  - 『シンドバッドの冒険』『アリババと40人の盗賊』『アラジンと魔法のランプ』他多数－［シェヘラザード姫によって膨大な物語が語られる］
- 『冬の夜ひとりの旅人が』イタロ・カルヴィーノ作
  - 『冬の夜ひとりの旅人が』『マルボルグの住居の外で』他8編 - ［10編の完結しない小説をめぐるメタ・フィクション小説］

### 映画の中の映画
- 『アメリカの夜』フランソワ・トリュフォー監督
  - 『パメラを紹介します』

### ゲームの中のゲーム
ゲームの中のゲームについてはミニゲームに関連する記述があります。
- 『moon』
  - 『FAKE MOON』
- 『ライブ・ア・ライブ』
  - 『キャプテンスクウェア』

### テレビドラマの中のテレビドラマ
- 『マンハッタンラブストーリー』宮藤官九郎脚本
  - 『軽井沢まで迎えにいらっしゃい』

### 漫画の中の漫画
- 『サルでも描けるまんが教室』相原コージ、竹熊健太郎
  - 『とんち番長』－［ギャグ漫画で漫画批評を行ったとされる作品］

### アニメの中のアニメ
- 『新世紀エヴァンゲリオン』
  - 『学園エヴァ』
- 『機動戦艦ナデシコ』
  - 『ゲキ・ガンガー3』ほか

## ジャンルをまたがった劇中劇／作中作の例
以下の作例では、オリジナルのジャンルで分類している。たとえば、『蒲田行進曲』は映画にもなったが、オリジナルはセリフ劇なので、セリフ劇に分類している。※が付いているのはなんらかの形でスピンオフしたもの、あるいはすることが予定されているもの。

### 小説
- 『エーミールと三人のふたご』エーリヒ・ケストナー著
  - 『エーミールと探偵たち』（同名の映画）
- 『朝のガスパール』筒井康隆著
  - 『まぼろしの遊撃隊』（オンラインゲーム）
- 『涼宮ハルヒの溜息』谷川流著
  - 『朝比奈ミクルの冒険』（映画）※

### セリフ劇
- 『蒲田行進曲』つかこうへい作
  - 『新選組』（映画）
- 『ラヂオの時間』三谷幸喜作
  - 『運命の女』（ラジオドラマ）

### 映画
- 『光の雨』高橋伴明監督　[映画は立松和平の原作を劇中劇とする形での制作。]
  - 『光の雨』（小説）
- 『カメラを止めるな!』上田慎一郎監督
  - 『ONE CUT OF THE DEAD』（ドラマ）※… 英語版では本編映画のタイトルにも同タイトルを採用している。

### ゲーム
- 『ビューティフル ジョー』
  - 『キャプテンブルー』（映画）
- 『逆転裁判』シリーズ
  - 『大江戸戦士トノサマン』シリーズ（特撮兼時代劇）
- 『こみっくパーティー』
  - 『カードマスターピーチ』（アニメ）
- 『ファイナルファンタジーVI』
  - 『マリアとドラクゥ』（オペラ）
- 『ファイナルファンタジーIX』
  - 『君の小鳥になりたい』（演劇）
- 『CRISIS CORE - FINAL FANTASY VII-』
  - 『LOVELESS』（叙事詩・劇）

### テレビドラマ
- 『電車男』
  - 『月面兎兵器ミーナ』（アニメ）※
- 『ラジオびんびん物語』
  - 『南野陽子 ナンノこれしきっ!スペシャル』
- 『3年B組金八先生』
  - 『雪の夜ばなし』(劇中の学芸会でおこなわれた劇)
- 『積木くずし』
  - 『ロミオとジュリエット』(劇中に登場する俳優、稲場信吾が舞台で稽古を踏む)
- 『恋の奇跡』
  - 『氷の破片』(劇中に登場する脚本家、甲斐聖人が執筆した作品)

### 漫画
- 『ガラスの仮面』
  - 『紅天女』ほか多数（セリフ劇）※…［『紅天女』は新作能としてスピンオフ。］
- 『のだめカンタービレ』
  - 『プリごろ太』（アニメ）
- 『ライジング!』
  - 『レディ・アンをさがして』など（ミュージカル）※…［『レディ・アンをさがして』はOSK日本歌劇団の演目となった］
- 『クレヨンしんちゃん』
  - 『アクション仮面』（特撮）※… 『クレヨンしんちゃん』作者の臼井儀人の没後、スピンオフ作品として『アクション仮面』が漫画化された。
- 『OH!MYコンブ』
  - 『へろへろくん』(アニメ)※漫画化を経て、アニメ化した。

### アニメ
- 『マクロスシリーズ』
- 『カードキャプターさくら 封印されたカード』
  - 『悲しい恋』（セリフ劇）
- 『蒼穹のファフナー』
  - 『機動サムライ ゴウバイン』（漫画）
- 『心が叫びたがってるんだ。』
  - 『青春の向う脛』（ミュージカル）
- 『ゆるゆり』
  - 『魔女っ娘ミラクるん』（漫画、アニメ）
- 『ちびまる子ちゃん』
  - 『魔法使いエミー』（漫画、アニメ）